# OSIRIS-REx
Az OSIRIS-REx amerikai kisbolygókutató űrszonda, amelyet az 1999-ben felfedezett 101955 Bennu C típusú kisbolygó vizsgálatára indított a NASA 2016. szeptember 9-én.Az űrszonda kőzetmintát szállító kapszulája  2023. szeptember 24-én landolt a Földön.

## Az űrszonda feladatai

Az OSIRIS-REX által készített sorozatfelvétel a Bennuról (2018. december 3.)

A szonda a kisbolygót 2018. december 3-án érte el.  505 napot repül együtt a kisbolygóval, annak alapos megvizsgálására. A felszínére nem száll le. Feladata a talajból egy robotkar segítségével 60 grammból álló minta megvétele, amit 2023-ban kell a Földre szállítania.
2020. október 20-án UTC szerint 22:13-kor az OSIRIS-REx sikeresen érintette a Bennut. A NASA videófelvétellel erősítette meg, hogy az anyaggyűjtő talajt ért, és mindössze 1 méterrel a kitűzött céltól sikerült leszállnia. A talajon lévő port „megfújta”, hogy abból mintát szerezzen.
Eredetileg 2020. november 2-ra tervezték, hogy befejezik a mintavételt és a mintát tartalmazó kapszulát lezárják. Vizsgálatok megállapították, hogy a begyűjtött minta mennyisége már korábban elérte a tervezett 60 grammot. Problémát jelentett, hogy a gyűjtőedény fedelét nagyobb darabok nem engedték tökéletesen záródni, ezért a minta finomabb részecskéi kikerülhettek a tartóedényből. A mintavétel és a zárási folyamat nem automatikusan zajlik, hanem a földi személyzet beavatkozásával. A Földről parancsokat küldenek, az utasításcsomag 18,5 perc alatt ér a szondához, az végrehajtja az utasításokat, majd erről jelentést és képeket küld a Föld felé. Így egyetlen ilyen fázis végrehajtása és annak ellenőrzése 37 percbe telik. A teljes elraktározási folyamat emiatt több napig tart, melynek végén a minta biztonságba kerül a szonda SRC nevű mintavisszaküldési kapszulájában.
Az űrszonda 2021 márciusában hagyja el a Bennu térségét, hogy 2023 szeptember 24-én a 60 gramm kőzettörmeléket szállító kapszulája hatmilliárd kilométeres űrutazás után visszatérjen a Földre.

## Az űrszonda részei
A szonda három kamerával, lézeres távmérővel, hőkamerával, spektrométerrel van felszerelve, és röntgensugarakkal is képes vizsgálni a Bennu felszínét.

## A küldetés története
A szonda 2016 szeptemberében indult a Kennedy Űrközpontból, és 2017-ben a Föld gravitációját kihasználva pályára állt a Bennu felé.